# Половцево (посёлок железнодорожной станции)
По́ловцево — станция в Новохопёрском районе Воронежской области России. Входит в состав городского поселения Новохопёрск.

## Население
| 2010 |
| ---- |
| 78   |

## Уличная сеть
- ул. Железнодорожная
- пер. Привокзальный
- пер. Садовый